# Vanguard (coet)
El coet Vanguard va ser destinat a ser el primer vehicle de llançament dels Estats Units per situar un satèl·lit a l'òrbita. En canvi, la crisi de l'Sputnik causada pel llançament sorpresa de l'Sputnik 1 va portar els EUA, després del fracàs del Vanguard TV3, a llançar ràpidament a l'òrbita el satèl·lit Explorer 1 utilitzant un coet Juno I, sent del Vanguard I el segon èxit de llançament orbital estatunidenc.
Els coets Vanguard van ser utilitzats pel Programa Vanguard des del 1957 a 1959. Dels onze coets Vanguard el qual el projecte va intentar llançar, tres satèl·lits van ser situats en òrbita amb èxit. Els coets Vanguard van ser una part important de la cursa espacial entre els EUA i la Unió Soviètica.

## Descripció
En 1955, els EUA van anunciar plans per posar un satèl·lit científic en òrbita per l'Any Geofísic Internacional (IGY) en 1957–1958. L'objectiu era fer el seguiment del satèl·lit, ja que portava a terme experiments. En aquell moment hi havia tres candidats per al vehicle de llançament: el SM-65 Atlas de la Força Aèria, un derivat del SSM-A-14 Redstone de l'Army Ballistic Missile Agency, i una proposta de la marina per a un coet de tres etapes basat en el coet sonda Viking RTV-N-12a.
La Rand Corporation, la Força Aèria i la CIA havien perseguit durant molt de temps la idea d'un satèl·lit de reconeixement. Aquest programa estava en marxa, el Weapon System 117L, totalment d'alt secret. Un problema amb un reconeixement era una qüestió de legalitat, com la "llibertat espacial" o on s'acaba el límit de l'espai aeri quan una nació entra a l'espai exterior. La National Security Council va donar suport al satèl·lit de l'IGY, ja que faria bona cobertura pel WS117L i establir un precedent de la llibertat de l'espai amb un satèl·lit civil pacífic. Al mateix temps, la NSC va donar èmfasi que el satèl·lit IGY no havia d'interferir amb els programes militars. La proposta del Redstone per part de l'exèrcit probablement seria el primer de la llista per a un primer llançament de satèl·lit. La seva connexió amb el científic d'origen alemany Wernher von Braun, no obstant això, es corria el risc sobre les relacions públiques. En qualsevol cas, els míssils balístics Atlas i Redstone eren projectes militars d'alta prioritat, que no anirien a ser frenats mitjançant l'aplicació d'una missió de llançament espacial secundari. El Vanguard de Milton Rosen va ser un projecte al Naval Research Laboratory (NRL), que va ser considerat més com a organització científica que de militar. Rosen i Richard Porter (cap del satèl·lit IGY i cap de l'American Rocket Society) van pressionar pel Vanguard i en contra d'utilitzar l'Altas o els coets de von Braun. Van fer èmfasi en els objectius no militars del programa de satèl·lits. A més de l'aspecte de les relacions públiques, un satèl·lit no militar es va considerar important, a causa que s'havia d'evitar la discussió de si el sobrevol dels països estrangers amb satèl·lits eren legals o il·legals.
A l'agost o setembre de 1955, la Comissió de Capacitats Especials (de l'anglès Committee on Special Capabilities) del DOD va triar la proposta de la NRL, anomenada Vanguard, pel projecte de l'IGY. La Martin company, que també havia fabricat el Viking, es va convertir en contractista principal per al vehicle de llançament. El coet Vanguard va ser dissenyat com un vehicle de tres etapes. La primera etapa va ser un motor de combustible líquid X-405 de General Electric (designat XLR50-GE-2 per la Marina), derivat del motor RTV-N-12a Viking. La segona etapa va ser el motor de combustible líquid AJ10-37 (XLR52-AJ-2) d'Aerojet General, una variant del motor RTV-N-10 Aerobee. Finalment, la tercera etapa va ser un motor de combustible sòlid. Tots els vols de tres etapes del Vanguard excepte l'últim van utilitzar un motor construït pel Grand Central Rocket Company. Vanguard no tenia aletes, i la primera i segona etapes es van dirigir pels motors de balises. La segona etapa també albergava un sistema de telemetria del vehicle, el sistema de guiat inercial i el pilot automàtic. La tercera etapa va ser estabilitzat per rotació, el spin sent impartit per una taula giratòria en la segona etapa abans de la separació.
La segona etapa del Vanguard va servir durant dècades per la segona etapa dels vehicles de llançament de satèl·lits Able i Delta. L'AJ10-137 va ser el motor del Mòdul de Servei de l'Apollo. L'últim AJ10s, AJ10-190s, es va jubilar amb el Transbordador Espacial Atlantis al juliol de 2011.

## Llançaments
El Vanguard va llançar 3 satèl·lits d'11 intents de llançament:
- Vanguard TV3 - 6 desembre 1957 - Va fallar en orbitar un satèl·lit d'1,36 kg
- Vanguard TV3 Backup - 5 febrer 1958 - Va fallar en orbitar un satèl·lit d'1,36 kg
- Vanguard 1 - 17 març 1958 - Va orbitar un satèl·lit d'1,47 kg
- Vanguard TV5 - 28 abril 1958 - Va fallar en orbitar un satèl·lit de 10,0 kg
- Vanguard SLV-1 - 27 maig 1958 - Va fallar en orbitar un satèl·lit de 10,0 kg
- Vanguard SLV-2 - 26 juny 1958 - Va fallar en orbitar un satèl·lit de 10,0 kg
- Vanguard SLV-3 - 26 setembre 1958 - Va fallar en orbitar un satèl·lit de 10,0 kg
- Vanguard 2 - 17 febrer 1959 - Va orbitar un satèl·lit de 9,8 kg
- Vanguard SLV-5 - 13 abril 1959 - Va fallar en orbitar un satèl·lit de 10,3 kg
- Vanguard SLV-6 - 22 juny 1959 - Va fallar en orbitar un satèl·lit de 10,3 kg
- Vanguard 3 - 18 setembre 1959 - Va orbitar un satèl·lit de 22,7 kg[15]

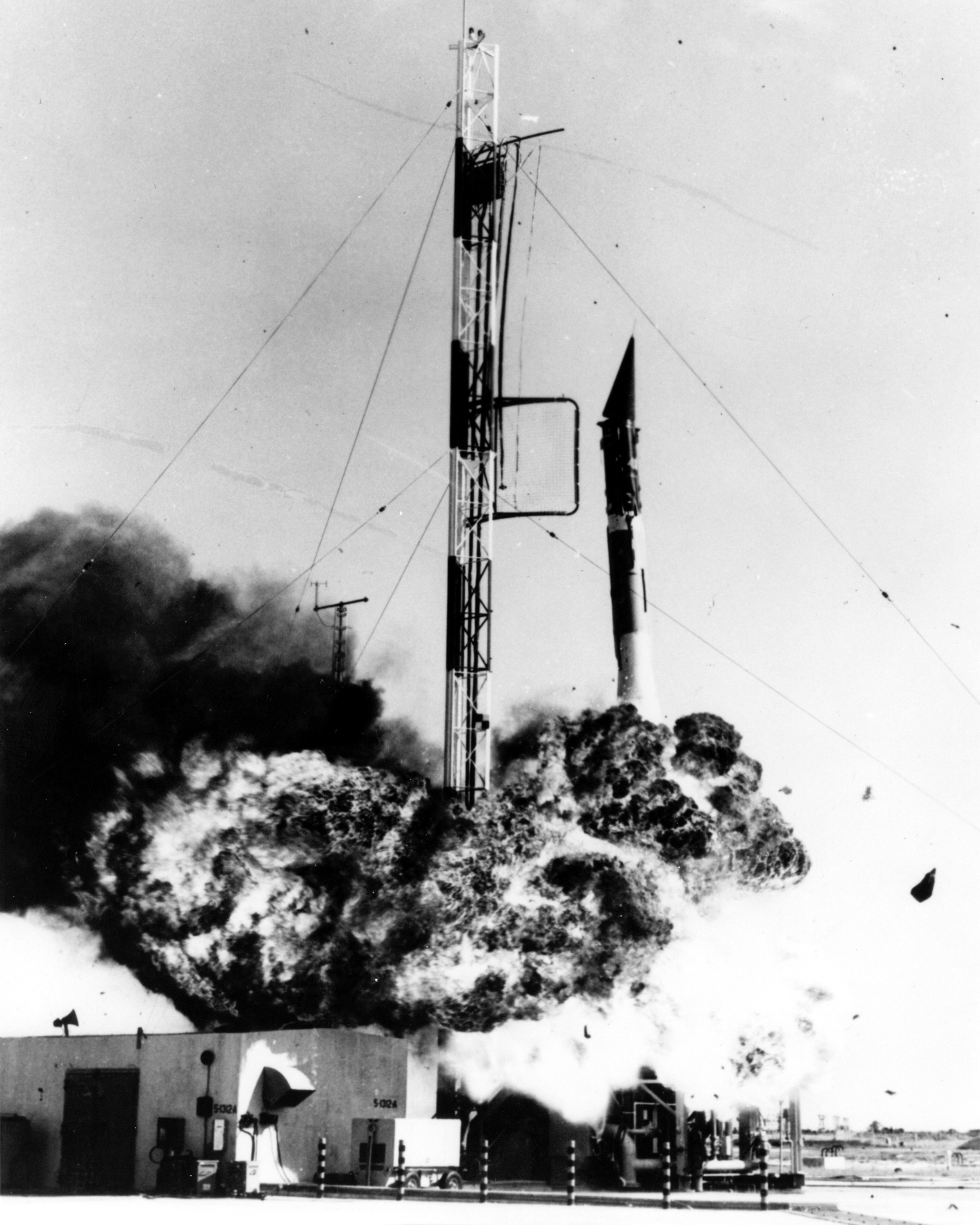
Llançament sense èxit del Vanguard TV-3 a Cap Canaveral (6 desembre 1957).

### Especificacions
- Etapa núm: 1 - Vanguard
  - Massa: 7.661 kg
  - Massa seca: 811 kg
  - Impuls (vac): 134,7 kN
  - Isp: 270 s (2,6 kN·s/kg)
  - Temps d'ignició: 145 s
  - Isp (nivell del mar): 248 s (2,4 kN·s/kg)
  - Diàmetre: 1,14 m
  - Longitud: 12,20 m
  - Combustible: Lox/Querosè
  - Motors: General Electric X-405
- Etapa núm: 2 - Delta A
  - Massa: 2.164 kg
  - Massa seca: 694 kg
  - Impuls (vac): 33,8 kN
  - Isp: 271 s (2,7 kN·s/kg)
  - Temps d'ignició: 115 s
  - Diàmetre: 0,84 m
  - Longitud: 5,36 m
  - Combustible: Àcid nítric/UDMH
  - Motors: Aerojet AJ10-37
- Etapa núm: 3 - Vanguard 3
  - Massa: 210 kg
  - Massa seca: 31 kg
  - Impuls (vac): 11,6 kN
  - Isp: 230 s (2,3 kN·s/kg)
  - Temps d'ignició: 31 s
  - Isp (nivell del mar): 210 s (2,1 kN·s/kg)
  - Diàmetre: 0,50 m
  - Longitud: 2,00 m
  - Combustible: Sòlid
  - Motors: Grand Central 33KS2800